# Vin & Sprit

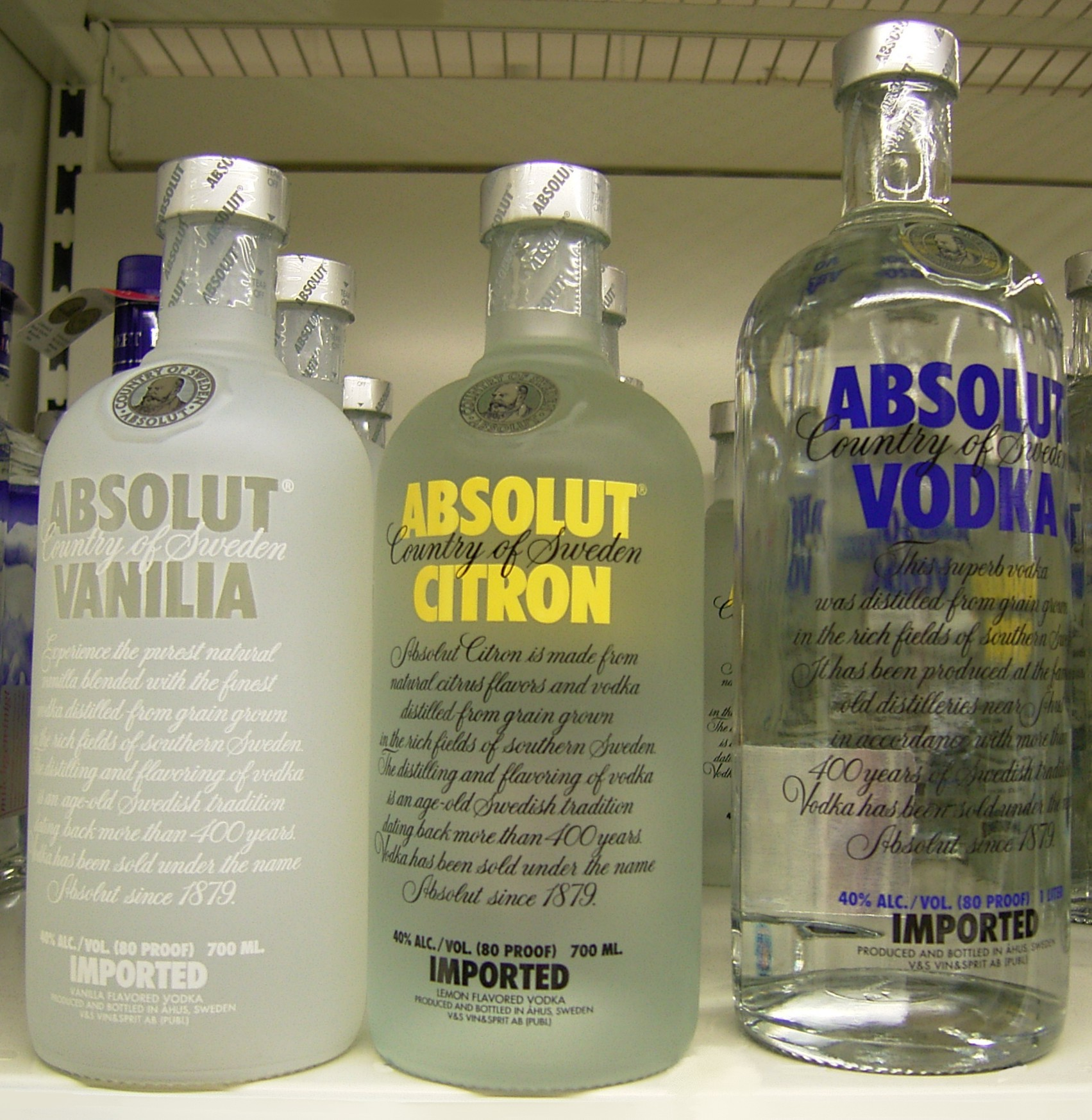
Absolut Vodka är ett av Vin & Sprits varumärken

Vin & Sprit AB, till 1989 AB Vin- & Spritcentralen, var ett svenskt, tidigare statligt, företag.
Vin & Sprit AB ingår sedan juli 2008 i franska Pernod Ricard som är en av Europas största sprittillverkare och -distributörer och är ett av de tio största spritdrycksföretagen i världen. Det säljer till omkring 125 länder och bedriver verksamhet i tio länder. Produktionen i Sverige sker i Åhus och Nöbbelöv. Absolut Vodka är det största varumärket och samtidigt det fjärde största premiumspritmärket i världen. V&S utbud av lokala varumärken omfattar bland annat O.P. Anderson, Aalborg, Gammel Dansk, Blossa Glögg och Chill Out vin. 
År 2010 var nettoomsättningen för V&S Vin & Sprit AB 4,65 miljarder kronor, och antalet anställda var 580 personer.

## Historia

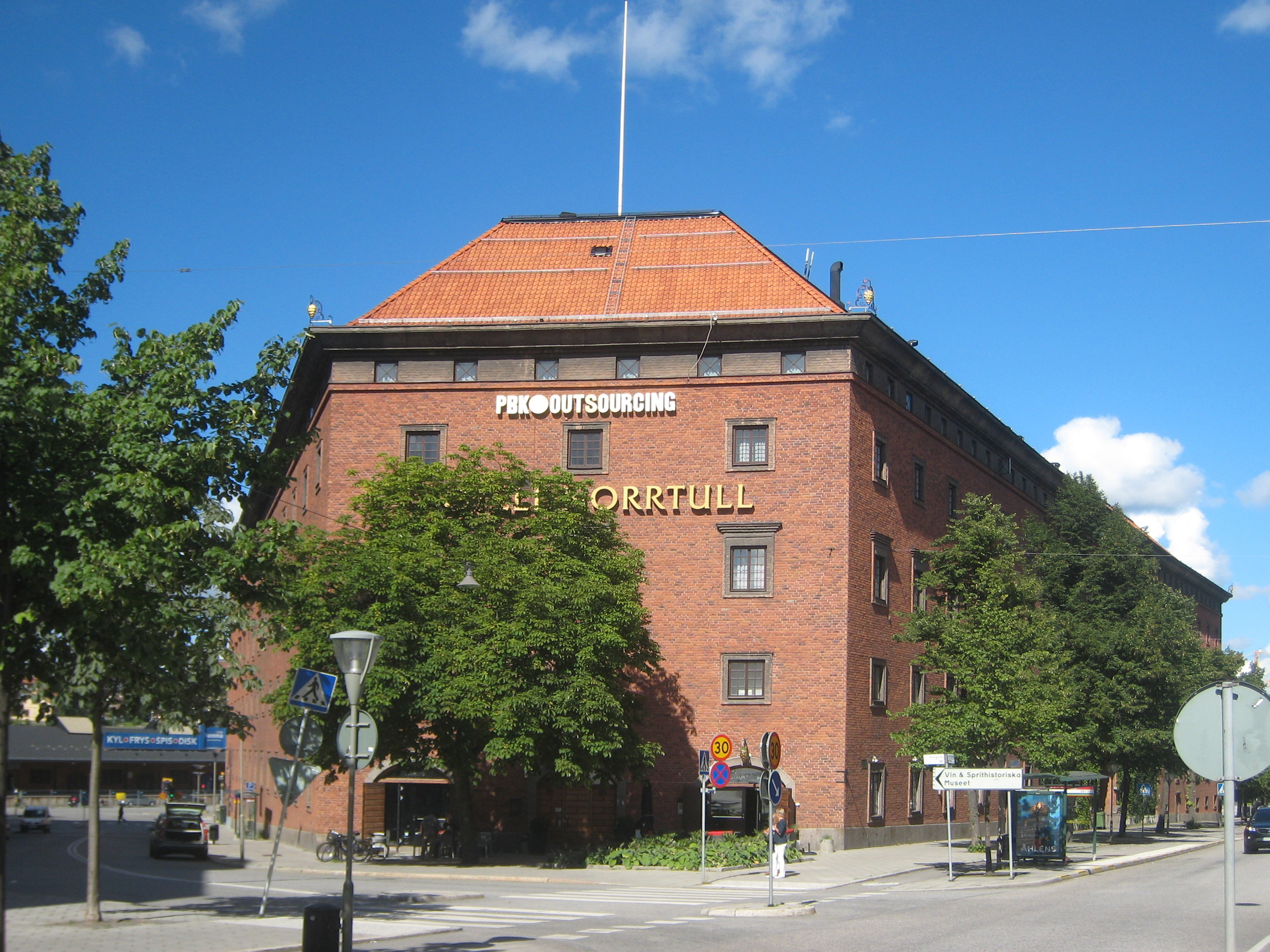
Det så kallade Grönstedtska palatset i Stockholm fungerade som Vin- och Spritcentralens huvudlager 1923–1967

Vin & Sprit grundades 1917 som Aktiebolaget Spritcentralen, sedermera AB Vin & Spritcentralen, i samband med införandet av Brattsystemet. Huvudsyftet med ett statligt företag var att ta bort det enskilda vinstintresset från alkoholindustrin. Vid skapandet av Vin & Sprit tvångsinlöstes samtliga sprittillverkare och spritimportörer i Sverige och kom då under V&S' kontroll. Även existerande varumärken togs över.
Monopolet på import och partihandel med vin, sprit och utländskt starköl samt på produktion och export av sprit upphävdes först 1994, i samband med Sveriges inträde i EU. Vin & Sprits marknadsandel av importen av alla drycker sjönk därefter snabbt, och mycket av härtappningen av vin upphörde relativt kort tid efter avmonopoliseringen. 1997 hade marknadsandelen av vinimporten sjunkit till 35 procent. Verksamheten från 1995 fokuserade därför i högre utsträckning på spritdryckerna och att ta marknadsandelar utanför Sverige.
År 1999 förvärvade man De Danske Spritfabrikker från danska livsmedelskoncernen Danisco. Senare förvärv omfattar bland annat Plymouth Gin år 2000 och Cruzan Rum år 2006. Den 31 mars 2008 såldes bolaget till Pernod Ricard för 55 miljarder svenska kronor.

### Anläggningar

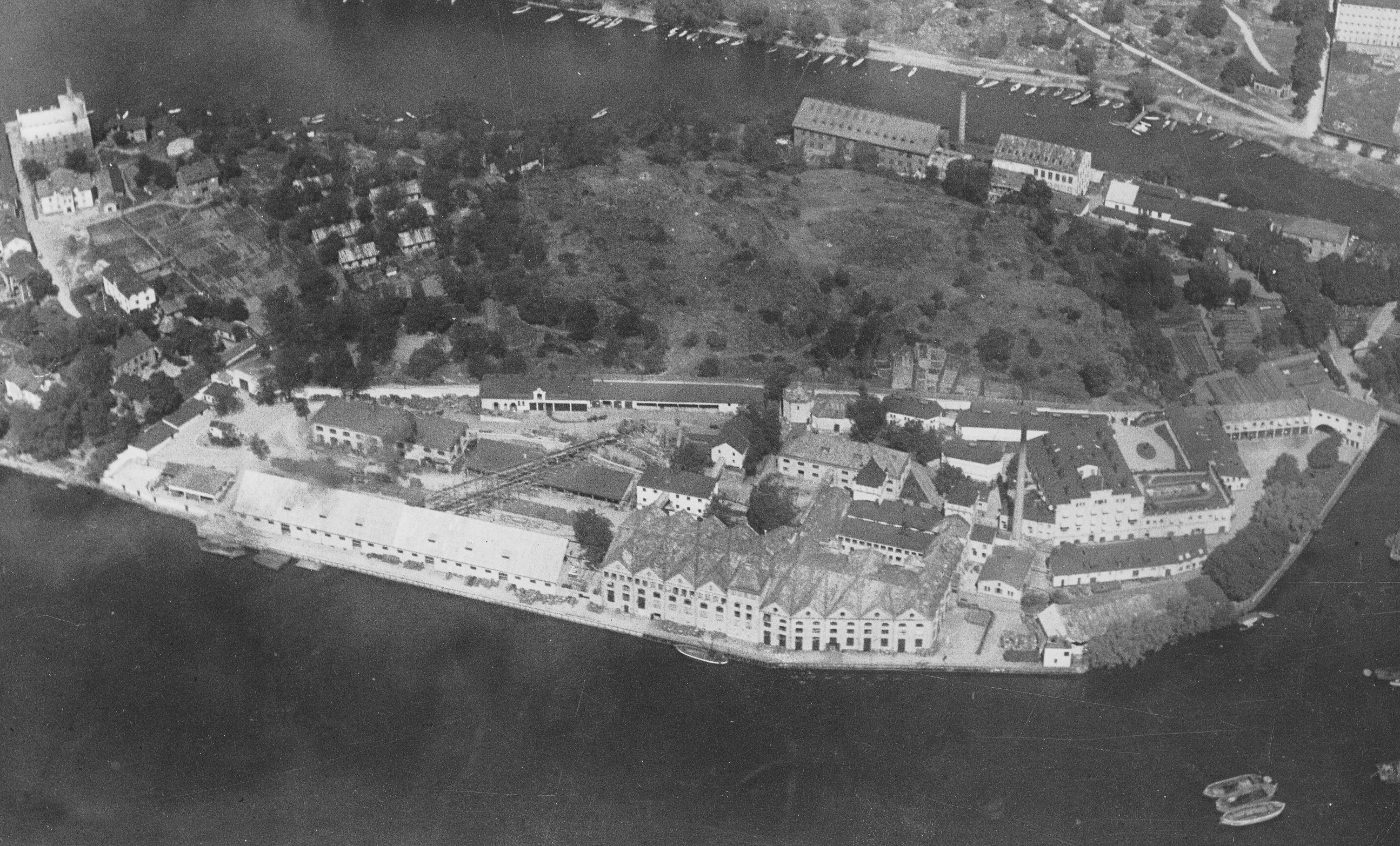
Anläggningen på Reimersholme, 1930.

Vid skapandet av Vin & Sprit 1917 tog företaget över anläggningar från de förstatligade aktörerna, men man påbörjade också byggandet av nya anläggningar för den samlade verksamheten. En av de anläggningar som togs över var det 1910 bildade Reimersholms Gamla Spritförädlingsaktiebolag, som hade sitt ursprung i Lars Ohlsson Smiths brännvinsfabrik på Reimersholme i Stockholm, där produktionen av "Absolut renat brännvin" hade inletts 1870. Fabriken på Reimersholme drevs vidare i Vin & Sprits regi till 1977, då den lades ner och verksamheten flyttade till Åhus i Kristianstads kommun.
Fabriken i Åhus grundades 1906, och var länge ett av många små brännerier runtom i Sverige. Efter en omfattande strukturrationalisering, som i sista vågen omfattade nedläggning av ett 30-tal brännerier vid årsskiftet 1970–71, blev anläggningarna i Åhus och närbelägna Nöbbelöv ensamma kvar, och efter nedläggningen av Reimersholmeanläggningen flyttades produktionen dit. I anläggningen i Nöbbelöv, som invigdes 1967, sker framställning av 96-procentigt råbrännvin genom jäsning och destillering, och i Åhus sker rektifiering, utspädning, eventuell smaksättning och buteljering. 2006 hade fabriken i Nöbbelöv 43 anställda och sprifabriken i Åhus 240 anställda.
Vin & Sprits anläggning i Sundsvall öppnade 1920 under namnet Sundsvallsfilialen, och var en fabrik för framställning och buteljering av olika spritsorter. Fabriken kom senare att framställa och buteljera de flesta spritsorter i Vin & Sprits sortiment, men enbart för den svenska marknaden. Under 1990-talet omfattade fabrikens sortiment kryddat och okryddat brännvin, likör, cognac, punsch, starkvin, glögg, samt buteljering av Absolut Vodka för den svenska marknaden. I början av 2000-talet fanns strax under 100 anställda på fabriken, och från 2004 reducerades verksamheten. 30 juni 2008 lades fabriken ner.
Grönstedtska palatset i norra delen av Vasastan i Stockholm byggdes 1923, och blev centrum för vinhanteringen för hela Sverige i Vin & Sprits regi, och kallades även Vinlagret. Verksamheten omfattade beredning, tappning och lagring av viner och starkviner. Man blandade även egna produkter med vin som bas, bland annat vermouth och glögg. 1942 flyttade även Vin & Sprits huvudkontor till Grönstedtska palatset. Från 1950-talet fanns även kompletterande lagerlokaler i Stockholmsområdet, och 1967 lades vinverksamheten i Grönstedtska palatset ner och ersattes med en nybyggd anläggning i Årstadal i södra Stockholm. Verksamhet vid Årstadal hade etablerats 1959, och huvudkontoret flyttade dit 1977. Anläggningen avvecklades under 1990-talet.
I Falkenberg fanns en anläggning från 1976, som framför allt var en tappningsfabrik för vin, både flaskbuteljerat och tetrapacksförpackat vin. Verksamheten omfattade även blandning av whisky och glögg och distribution av importerade drycker. 1992 beslöt Vin & Sprit att göra en omfattande investering och modernisering av Falkenbergsfabriken till en kostnad av närmare en halv miljard kronor. Den verksamhet som bedrevs i Falkenberg var dock den som till stor del tappade i volym efter avmonopoliseringen några år senare, och 1999 lades Falkenbergsfabriken ned. Viss produktion flyttades till Sundsvall och distribution till Stockholmsområdet.
Mellan 1986 och 2006 var Vin & Sprit ägare till en vinegendom i Provence i Frankrike, Domaine Rabiega, innan den såldes som ett led i renodlingen av företaget.

### Fartyg

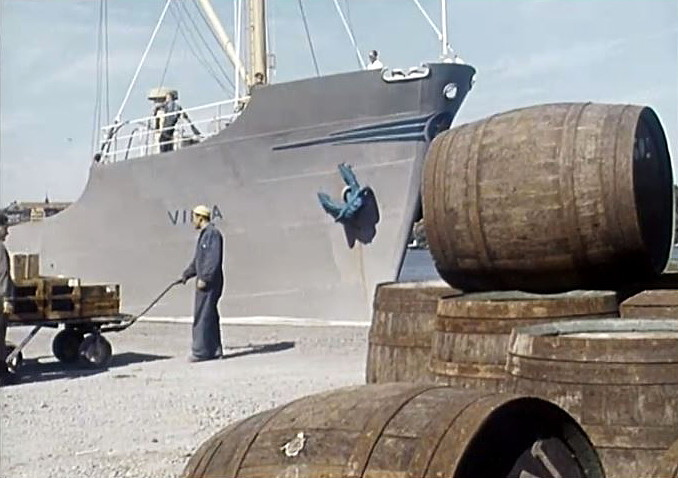
AB Vin & Sprits tankfartyg "M/S Vinia" anländer till Årstadalshamnen, 1960.

För att kunna importera vin hade Vin & Sprit upphandlat ett eget rederi, med egna fartyg. Partrederi VINDEMIA ägdes till en fjärdedel av Svenska Orient Linien och tre fjärdedelar av Svenska Lloyd. De hade fartyg med vininspirerade namn som M/S Vindemia (1970–77), M/S Vinia och M/T Vinlandia. Dessa frekventerade Årstadalshamnen i Stockholm där fartygen lossades.

## Försäljning
Den svenska regeringen tillkännagav 2007 att Vin & Sprit skulle säljas på auktion som en del av den pågående privatiseringen av statliga företag. Ett 20-tal intressenter anmälde sig, varav fyra inbjöds att lämna slutbud. I mars 2008 meddelade regeringen att den franska spritkoncernen Pernod Ricard hade lagt det vinnande budet, vilket uppgick till 5,6 miljarder euro, motsvarande ungefär 53 miljarder svenska kronor. Efter köpet blev Pernod Ricard världens näst största vin- och spritföretag. Från försäljningen undantogs Absolut Art Collection efter ett enhälligt riksdagsbeslut baserat på en motion av Leif Pagrotsky.
Spritkoncernerna Bacardi (i konstellation med svenska investmentbolaget Ratos) och Fortune Brands (i konstellation med Nordic Capital) fanns med bland de slutliga budgivarna. Bland övriga budgivare fanns också Bain Capital. I protest anmälde sig också några mindre kommersiellt inriktade intressenter, bland andra Ungdomens nykterhetsförbund, som bjöd symboliska tre kronor.
Pernod Ricard har efter hand styckat, avvecklat och sålt av delar av företaget. Den största kvarvarande delen i Sverige ägs av det finländska statliga Altia sedan maj 2010.[källa behövs]

## Drycker
- Aalborg Akvavit
- Absolut Vodka
- Amfora
- Barracuda rum
- Blossa
- Capricorn Estates
- Carlshamns
- Chill Out
- Chymos
- Explorer Vodka
- Falu Brännvin (1917–72)
- Gammel Dansk
- Grönstedts
- Jägarbrännvin (1927–55 & 1997–2003)
- Lantvin
- Reimersholms
- Plymouth Gin
- Penfolds
- Vintry's